# Тринидад и Тобаго на летних Олимпийских играх 1984
Тринидад и Тобаго принимали участие в летних Олимпийских играх 1984 года в Лос-Анджелесе (США) в десятый раз за свою историю, но не завоевали ни одной медали. Сборную страны представляло 16 спортсменов, в том числе 5 женщин. Четвёртые Игры подряд национальный флаг на церемонии открытия нёс олимпийский чемпион 1976 года в беге на 100 метров Хейсли Кроуфорд

## Состав сборной
Бокс
1. Квота 1
2. Квота 2

 Трековый велоспорт
1. Квота 1

 Лёгкая атлетика
1. Дерек Арчер
2. Майкл Пакерин
3. Майкл Пол
4. Али Сен-Луи
5. Антон Скерритт
6. Хейсли Кроуфорд
7. Дженис Бернард
8. Анжела Уильямс
9. Джиллиан Форде
10. Эстер Хоуп-Вашингтон
11. Гейл Эммануэль

 Парусный спорт
1. Квота 1

 Плавание
1. Квота 1
2. Квота 2

## Результаты соревнований

### Водные виды спорта

#### Плавание
В следующий раунд на каждой дистанции проходят спортсмены, показавшие лучший результат, независимо от места, занятого в своём заплыве.

### Лёгкая атлетика
Мужчины
Беговые дисциплины
| Дисциплина            | Спортсмен                                          | Предварительный раунд | Предварительный раунд | Предварительный раунд | Четвертьфиналы       | Четвертьфиналы       | Четвертьфиналы       | Полуфиналы            | Полуфиналы            | Полуфиналы            | Финал                 | Финал                 |
| Дисциплина            | Спортсмен                                          | Забег                 | Время                 | Место                 | Забег                | Время                | Место                | Забег                 | Время                 | Место                 | Время                 | Место                 |
| --------------------- | -------------------------------------------------- | --------------------- | --------------------- | --------------------- | -------------------- | -------------------- | -------------------- | --------------------- | --------------------- | --------------------- | --------------------- | --------------------- |
| бег на 100 метров     | Хейсли Кроуфорд                                    | 1                     | 10,48                 | 4                     | 1                    | 10,56                | 4                    | Завершил выступление  | Завершил выступление  | Завершил выступление  | Завершил выступление  | Завершил выступление  |
| бег на 400 метров     | Майкл Пол                                          | 5                     | 46,18                 | 2 Q                   | 4                    | 45,84                | 3 Q                  | 1                     | 45,60                 | 6                     | Завершил выступление  | Завершил выступление  |
| бег на 400 метров     | Антон Скерритт                                     | 7                     | 46,30                 | 4 q                   | 2                    | 46,93                | 8                    | Завершил выступление  | Завершил выступление  | Завершил выступление  | Завершил выступление  | Завершил выступление  |
| бег на 400 метров     | Али Сен-Луи                                        | 8                     | DNF                   | DNF                   | Завершил выступление | Завершил выступление | Завершил выступление | Завершил выступление  | Завершил выступление  | Завершил выступление  | Завершил выступление  | Завершил выступление  |
| Эстафета              | Предварительный раунд                              | Предварительный раунд | Предварительный раунд | Предварительный раунд | Полуфинал            | Полуфинал            | Полуфинал            | Финал                 | Финал                 | Финал                 | Финал                 | Финал                 |
| Эстафета              | Состав                                             | Забег                 | Время                 | Место                 | Забег                | Время                | Место                | Состав                | Состав                | Состав                | Время                 | Место                 |
| эстафета 4×100 метров | Дерек Арчер Антон Скерритт Майкл Пакерин Майкл Пол | 1                     | 3:06,81               | 3 Q                   | DSQ                  | DSQ                  | DSQ                  | Завершили выступление | Завершили выступление | Завершили выступление | Завершили выступление | Завершили выступление |

Женщины
Беговые дисциплины
| Дисциплина            | Спортсмен                                                         | Предварительный раунд | Предварительный раунд | Предварительный раунд | Четвертьфиналы | Четвертьфиналы | Четвертьфиналы | Полуфиналы                                                        | Полуфиналы                                                        | Полуфиналы                                                        | Финал                 | Финал                 |
| Дисциплина            | Спортсмен                                                         | Забег                 | Время                 | Место                 | Забег          | Время          | Место          | Забег                                                             | Время                                                             | Место                                                             | Время                 | Место                 |
| --------------------- | ----------------------------------------------------------------- | --------------------- | --------------------- | --------------------- | -------------- | -------------- | -------------- | ----------------------------------------------------------------- | ----------------------------------------------------------------- | ----------------------------------------------------------------- | --------------------- | --------------------- |
| бег на 100 метров     | Анжела Уильямс                                                    | 6                     | 11,74                 | 5 Q                   | 1              | 11,89          | 6              | Завершила выступление                                             | Завершила выступление                                             | Завершила выступление                                             | Завершила выступление | Завершила выступление |
| бег на 100 метров     | Анжела Уильямс                                                    | 6                     | 11,74                 | 5 Q                   | 1              | 11,89          | 6              | Завершила выступление                                             | Завершила выступление                                             | Завершила выступление                                             | Завершила выступление | Завершила выступление |
| бег на 200 метров     | Анжела Уильямс                                                    | 4                     | 23,38                 | 4                     | DNS            | DNS            | DNS            | Завершила выступление                                             | Завершила выступление                                             | Завершила выступление                                             | Завершила выступление | Завершила выступление |
| бег на 400 метров     | Гейл Эммануэль                                                    | 2                     | 54,07                 | 5                     | Не проводится  | Не проводится  | Не проводится  | Завершила выступление                                             | Завершила выступление                                             | Завершила выступление                                             | Завершила выступление | Завершила выступление |
| Эстафета              | Предварительный раунд                                             | Предварительный раунд | Предварительный раунд | Предварительный раунд | Полуфинал      | Полуфинал      | Полуфинал      | Финал                                                             | Финал                                                             | Финал                                                             | Финал                 | Финал                 |
| Эстафета              | Состав                                                            | Забег                 | Время                 | Место                 | Забег          | Время          | Место          | Состав                                                            | Состав                                                            | Состав                                                            | Время                 | Место                 |
| эстафета 4×100 метров | Дженис Бернард Эстер Хоуп-Вашингтон Анжела Уильямс Джиллиан Форде | 2                     | 44,78                 | 4 q                   | Не проводится  | Не проводится  | Не проводится  | Дженис Бернард Эстер Хоуп-Вашингтон Анжела Уильямс Джиллиан Форде | Дженис Бернард Эстер Хоуп-Вашингтон Анжела Уильямс Джиллиан Форде | Дженис Бернард Эстер Хоуп-Вашингтон Анжела Уильямс Джиллиан Форде | 44,23                 | 7                     |